# Baguette (pain)
Pour les articles homonymes, voir baguette.
Une baguette de pain ou simplement baguette, parfois appelée baguette de Paris ou pain français (belgicisme), mais aussi pain baguette est une variété de pain, reconnaissable à sa forme allongée et affinée.
Même si ce pain est emblématique de la France, la baguette est consommée dans de nombreux pays, dont les anciennes colonies françaises du Maghreb (Algérie, Maroc, Tunisie) ou d'Asie du sud-est (Viêt Nam, Cambodge).
« Les savoir-faire artisanaux et la culture de la baguette de pain » sont inscrits à l'inventaire du patrimoine culturel immatériel en France le 23 novembre 2018 et au patrimoine culturel immatériel de l'UNESCO le 30 novembre 2022,.

## Présentation

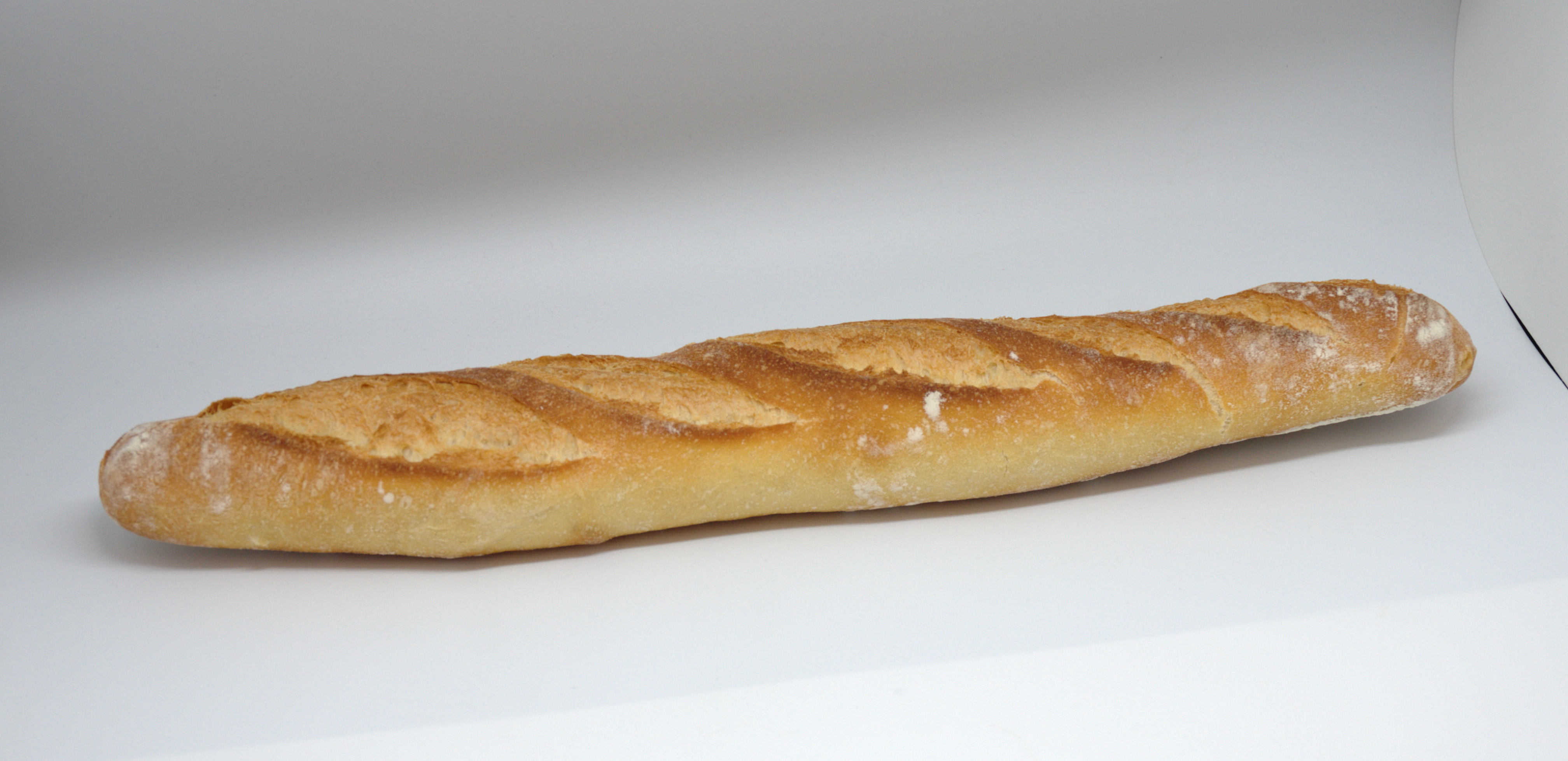
Forme caractéristique de la baguette

Une baguette standard est large d'environ 4 à 6 cm, haute d'environ 3 à 5 cm et longue d'environ 65 cm. Elle pèse environ 250 g.
La mie de la baguette est la partie du pain moelleuse, qui se situe sous la croûte. Elle peut être blanche, grise, avec ou sans céréales. Selon la température de la cuisson, la croûte est plus ou moins foncée et croustillante. La mie reprend sa forme si on la presse, cette reprise de forme étant liée à son élasticité : plus le pourcentage de protéine de la farine est élevé, plus le pain est élastique. La farine utilisée pour le pain a par exemple 12,8 grammes de protéine pour 100 g de farine, alors que beaucoup de farines ont par exemple 8,7 g de protéine (le blé utilisé est plus ou moins riche en protéine).
Le pain laissé plus d’une journée à l'air libre devient sec et donc difficile à manger de façon classique : il peut être trempé pour l'amollir. À l'inverse, un pain dans un environnement humide devient mou et des moisissures se développent. L’idéal est donc que le pain reste dans un air ni trop sec, ni trop humide, et pas trop chaud. Un bon sac (en coton, papier ou plastique avec des trous) permet d’augmenter de quelques jours la durée de conservation du pain.
C'est bien un pain avec 4 g de sel par kg de farine, début 2002, ANSES conseille en dessous de 18 g de sel par kg de farine. En 2017 en boulangerie, le nombre de pains différents avec ajout de sel à la farine est supérieur au nombre de pains sans ajout de sel à la farine. Il est utile de connaître la masse de sel pour 100 g de pain afin de ne pas manger de sel en excès, ce qui est mauvais pour la santé. 100 kg de blé permet d'obtenir 75 kg de farine (2 kg de perte et 23 kg sont les issues[Quoi ?])[source insuffisante]. Pour la pâte, on ajoute 600 g d'eau à un kilo de farine. 250 g de pain a environ 160 à 170 g de farine ou 111 à 117 g d’amidon.
Dans le monde, la baguette est un des symboles typiques de la France et, plus particulièrement, de Paris. Au même titre que le vin, le béret ou le fromage, elle est devenue un symbole, alors même qu'il existe d'autres variétés de pains en France et que les baguettes se trouvent aujourd'hui dans beaucoup de pays.
La baguette ordinaire, ou pain courant, vendue dans les boulangeries, points chauds ou supermarchés français peut contenir jusqu'à 14 additifs :
acide acétique et ses sels (E260, E261, E262, E263), acide lactique et ses sels (E270, E325, E326, E327), acide ascorbique, ses sels et ses esters (E300, E301, E302, E304), lécithine (E322), mono- et diglycérides d'acides gras (E471).
La baguette ordinaire peut donc ne pas convenir aux végétaliens, en raison de la présence éventuelle d'additifs d'origine animale.

### Types et variantes

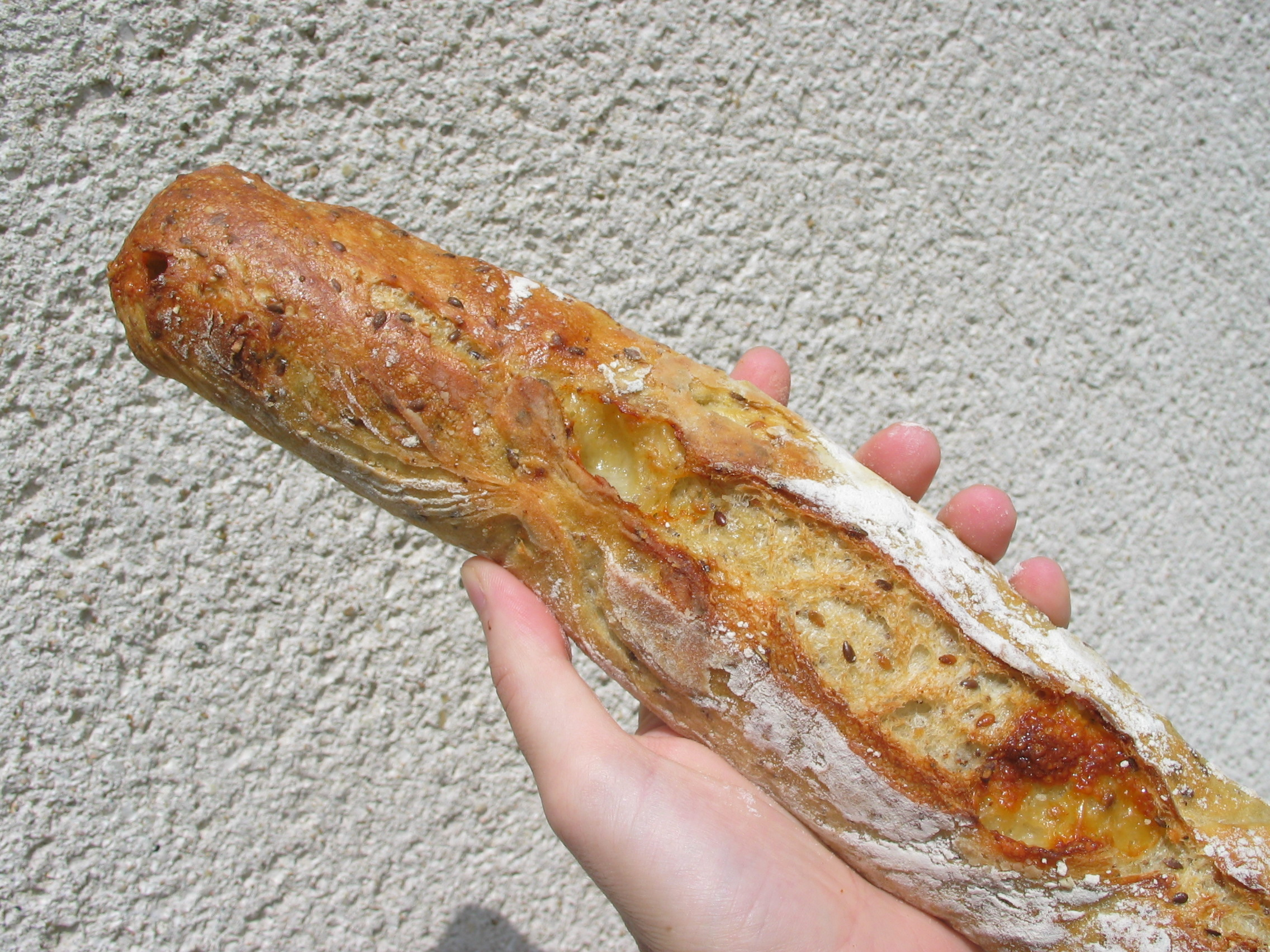
Baguette avec inclusion de graines et de morceaux de comté.

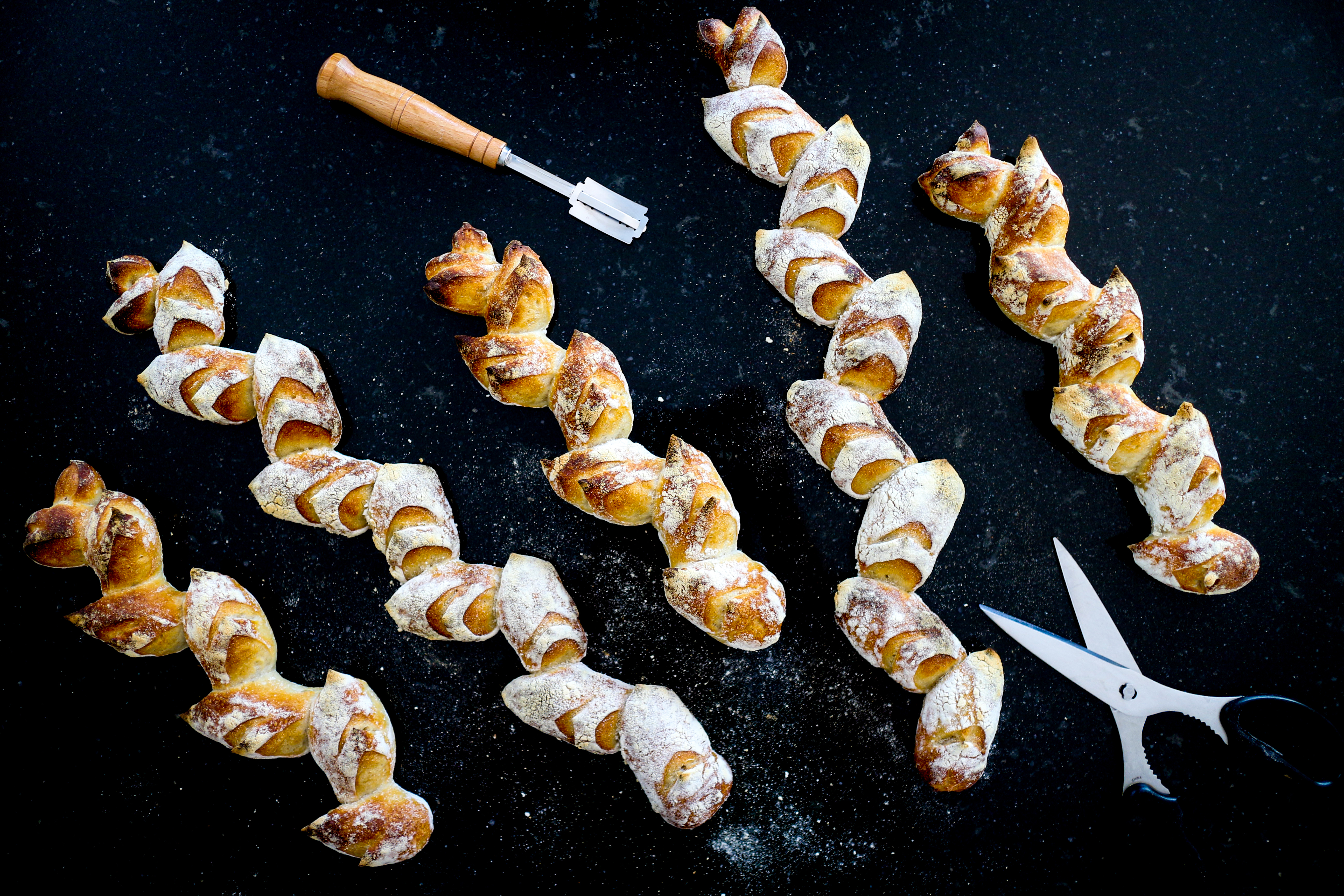
Baguettes d'épi.

Différentes variantes sont caractérisées par leur dimension :
- Plus épaisse pour une masse de 400 g, elle est alors appelée flûte, ou pain parisien.
- Plus fine, jusqu'à 125 g, c'est une ficelle (ou aussi flûte dans certaines régions).
- Plus courte, elle est alors appelée demi-baguette, ou déjeunette.

Depuis les années 1980, les meuniers ont mis en place des marques de baguettes pour promouvoir et valoriser leur production de farine. La première de ces marques a été lancée par un groupement de meuniers (UNIMIE) sous le nom de Banette.
Selon le décret 93-1074 du 13 septembre 1993, les pains "quelle que soit leur forme" « de tradition française » ne peuvent être fabriquée qu'avec les ingrédients suivants : farine de blé, eau, levure et/ou levain, sel. Trois adjuvants sont autorisés : 2 % de farine de fèves, 0,5 % de farine de soja, 0,3 % de farine de malt de blé (ces pourcentages représentent les proportions maximales autorisées). Par courrier du 19 novembre 1993, la DGCCRF a également accepté l'utilisation de gluten et d'amylases fongiques. Aucune autre substance n'est autorisée. Cette « tradition » est cependant assez récente et ne correspond pas à une tradition documentée à une époque précise. Le pain au levain, aussi défini dans ce décret de 1993, contient du levain qui fermente naturellement grâce aux ferments sauvages présents dans la farine et dans l’air, ce qui lui donne une texture compacte et un léger goût acide. Selon l'article 4 du décret 93-1074 du 13 septembre 1993, le levain contient essentiellement des bactéries lactiques et des levures ; l'addition de levure de panification dans un pain au levain est autorisée, en dernière phase du pétrissage, à hauteur de 0,2 % du poids de farine.

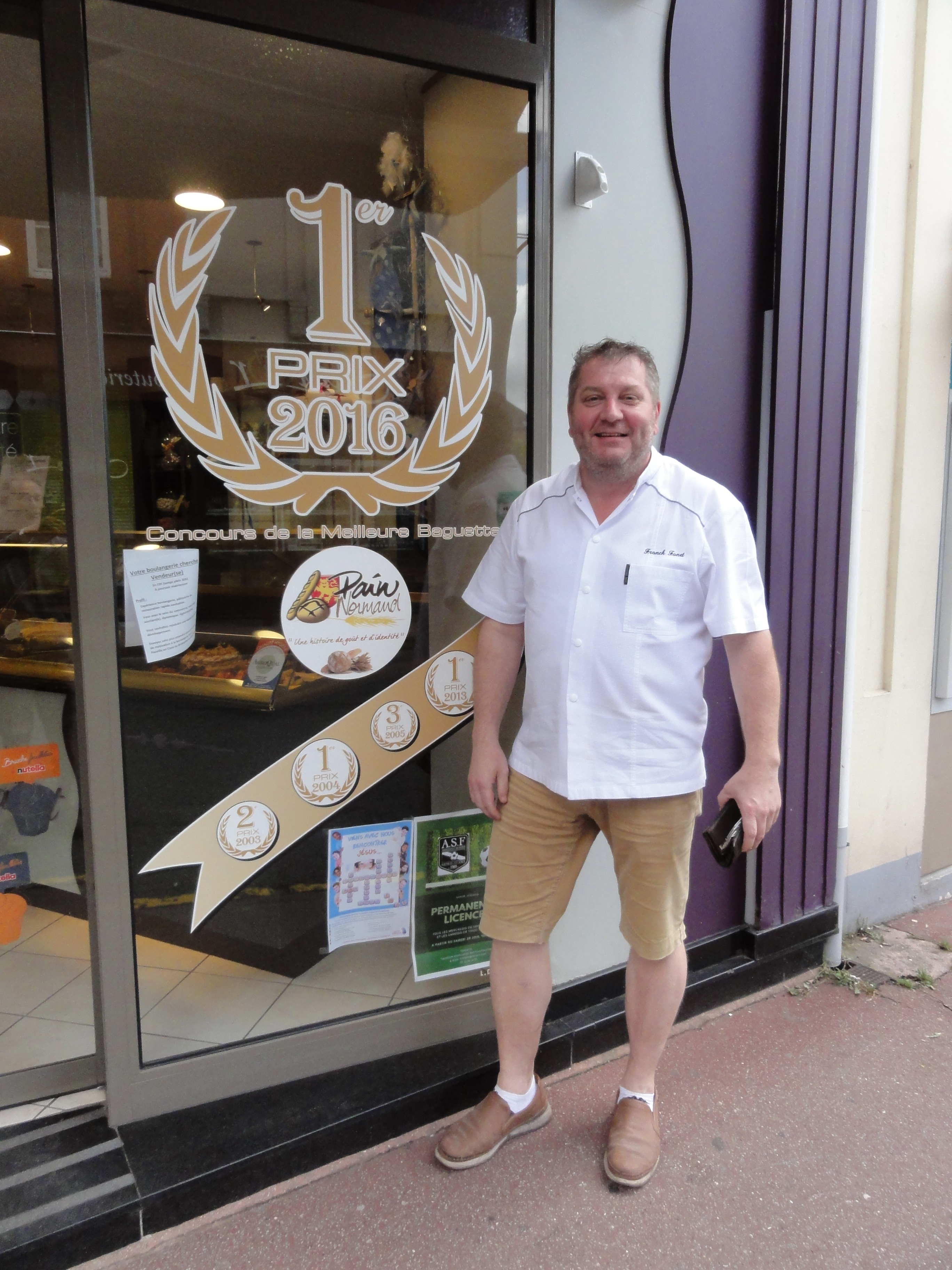
Un lauréat du Prix concours de la meilleure baguette.

## Histoire
Aucune étude académique n'a été écrite sur l'histoire de la baguette comme type de pain, une grande partie de son histoire est spéculative. Cependant, certains faits peuvent être établis. Parmi ceux-ci, la popularité croissante des pains longs en forme de bâton en France à partir du XVIIIe siècle.
La forme de ces pains de fantaisie, en baguette de près de deux mètres, étonnait déjà les visiteurs en France au XIXe siècle,. Néanmoins, l’origine précise n'est pas connue.
Au début du XIXe siècle la boulangerie française évolue avec l'utilisation du « gruau », une farine hongroise hautement raffinée, et l'introduction de la cuisson au four à vapeur viennoise à Paris en 1839 par August Zang. À l'exposition universelle de 1867, Adolf Ignaz Mautner von Markhof introduit à Paris la levure compacte autrichienne.
Bien qu'aucun de ces événements ne soit en soi définissable comme « l'invention de la baguette », chacun d'eux, la forme, la farine, la fermentation et la cuisson à la vapeur contribuent à ce qui est aujourd'hui reconnu comme une « baguette ».
Le terme « baguette » (dans le sens d'un pain de fantaisie) n'apparaît cependant pas dans la littérature avant le XXe siècle. On voit le terme apparaître dans un brevet d'invention de 1902 où est exposée la fabrication de baguettes ; la « baguette de gruau » est mentionnée dans une prescription de régime en 1910 ; et la baguette fait l'objet d'une réglementation normative par la préfecture du département de la Seine en août 1920 : « La baguette, ayant un poids minimum de 80 g et une longueur maximale de 40 cm, ne pourra être vendue à un prix supérieur à 0 franc 35 centimes pièce ».
Depuis le 30 novembre 2022, la baguette est inscrite au patrimoine culturel immatériel de l'Unesco.

### Origines légendaires
De nombreuses légendes circulent quant à l'origine de la baguette, comme bien souvent avec l'histoire du folklore. On raconte par exemple qu'elle doit son origine aux campagnes napoléoniennes : les pains étaient jusqu'alors ronds pour une meilleure conservation. Cette forme aurait été inventée par les boulangers de Napoléon Ier afin de rendre le pain plus facilement transportable par les soldats, dans une poche des basques à l'arrière de leur habit, et non dans leur pantalon le long de leur jambe comme on l'entend souvent, ce qui aurait gêné le soldat pendant sa journée de marche et aurait probablement bien plus endommagé la baguette,.
La baguette se serait développée à Paris dans les années 1920, du fait qu'elle nécessitait un temps de levage et de cuisson moindre que les pains traditionnels.
En effet, ce serait à la suite d'une loi interdisant aux boulangers le travail avant 4 heures du matin, ce qui ne laissait pas le temps de préparer la boule traditionnelle. On manque également de preuves sur cette version.
Une autre théorie veut que ce pain ait été inventé pendant la construction du métro à Paris. En effet, l'ingénieur Fulgence Bienvenüe, qui supervisa la construction du métro, avait des soucis de bagarres dans les galeries entre les ouvriers de différentes origines (notamment Bretons, Auvergnats…). Or, à cette époque, l'ouvrier portait toujours un couteau sur lui, pour couper les tranches des pains, qui étaient de grosses miches rondes. Aussi, il aurait été demandé à un boulanger de créer un pain de forme allongée (pour respecter la masse réglementée d’un pain), qui puisse se couper, se rompre sans couteau, évitant ainsi que ces armes potentielles descendent dans les galeries. D'où, pour certains puristes, le fait de ne jamais couper la baguette au couteau, mais de la rompre à la main. Ainsi aurait été créée la baguette à la fin du XIXe siècle,. Cette version reste la plus relayée mais est tout autant une légende.
Un article sur le concours de la meilleure baguette de Paris prétend que la baguette a été inventée en 1830 : « La baguette “tradition”, bien qu’inventée en 1830, n’a officiellement été reconnue qu’en 1993 par le fameux “décret pain” du gouvernement Balladur, qui visait à donner un nouvel essor à la boulangerie artisanale alors soumise à la concurrence jugée “déloyale” des grandes surfaces[source insuffisante]. » Mais aucune autre source ne donne cette date et la baguette « tradition » ne paraît pas correspondre à un pain traditionnel précis.
À propos de toutes ces légendes, l'historien du pain, Steven Kaplan, rappelle chez France culture que la réalité est généralement beaucoup plus pragmatique :« Ce n’est ni August Zang, ni Napoléon, la baguette est un produit du XXe siècle. C’est une évolution de la demande urbaine. Les gens aisés en ville avaient besoin d’un pain frais plusieurs fois par jour. Le grand pain qui faisait entre 1,2 et 2 kilos était simplement trop gros. Et ils aimaient davantage la croûte que la mie. »

## Fabrication en France

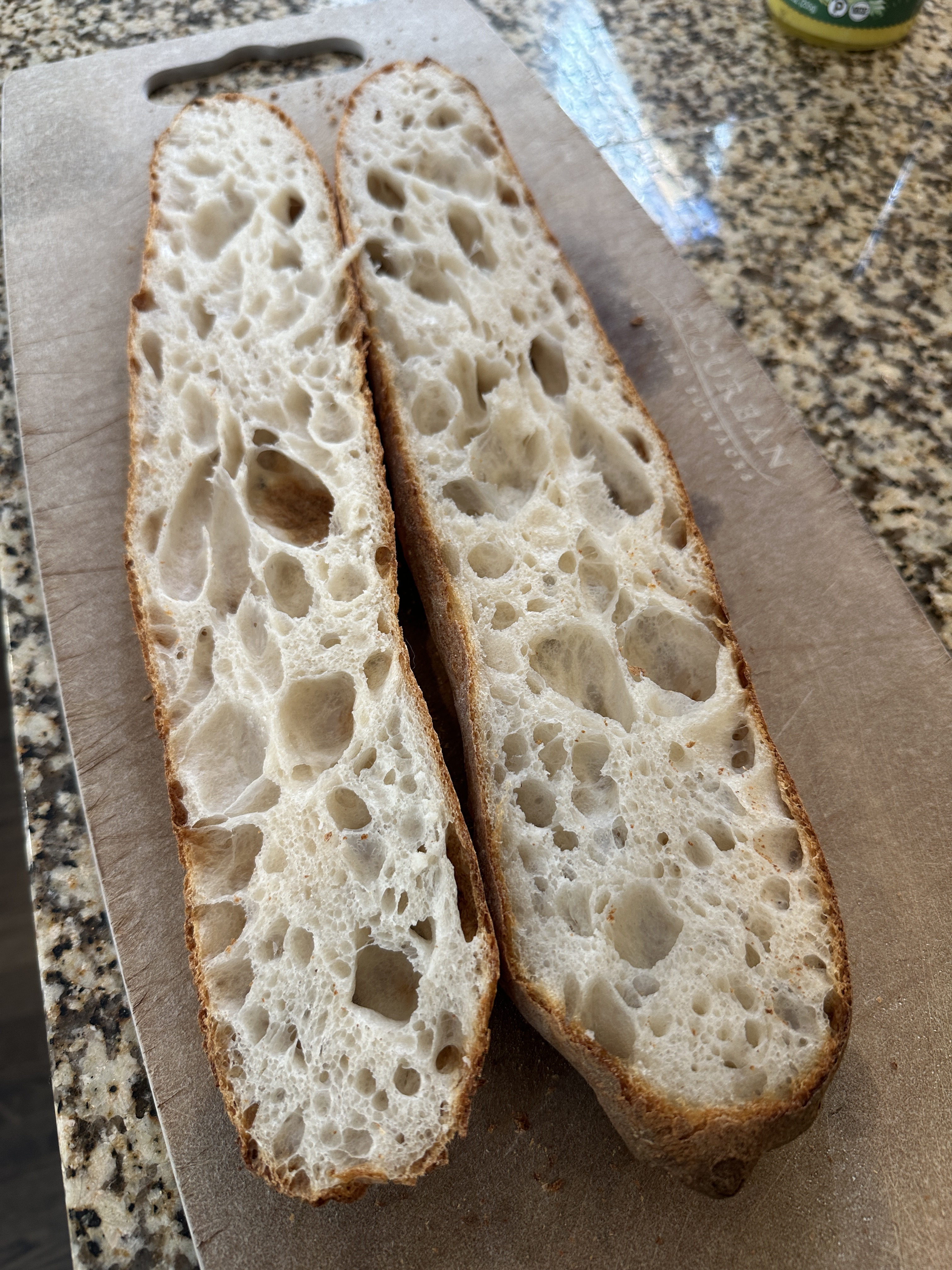
Mie d'une baguette intérieure.

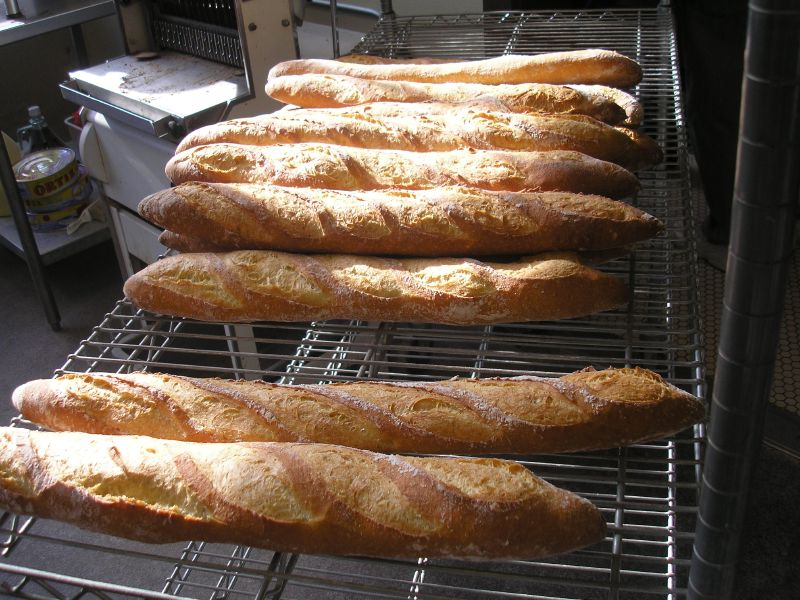
Baguettes de pain

Les Français consomment environ 30 millions de baguettes chaque jour, majoritairement produites par les artisans. En 2011, en France, 59,8 % de la farine destinée à la panification est convertie en pain par la boulangerie-pâtisserie artisanale (32 000 entreprises), 32,1 % par la boulangerie-pâtisserie industrielle (270 entreprises), 8,9 % par les ateliers de boulangerie-pâtisserie des grandes surfaces, et seulement 0,1 % par le secteur public (armées notamment).
La baguette est fabriquée à partir de farine, d'eau, de levure et/ou de levain, et de sel. On n'utilise pas d'œuf, de produits laitiers ou d’huile.
Le diagramme de fabrication de la baguette est identique à celui de tout autre pain français ; c'est la masse, et la forme qui est donnée au façonnage à la pâte, qui différencie la baguette d'un pain, d'un bâtard, d'une ficelle ou d'une boule. La farine et l'eau sont souvent préalablement mêlées et laissées reposer pour activer les réactions enzymatiques qui modifient les propriétés physico-chimiques de l'amidon et des protéines de la farine. Cette opération facultative s'appelle une autolyse.
La fabrication d'une pâte boulangère démarre toujours par le frasage : mélange des ingrédients jusqu'à obtention d'une pâte homogène ; puis par le pétrissage : déformation successive de la pâte formée au frasage, permettant la création de liens entre les protéines de la farine, le gluten (gluténines et gliadines, insolubles), la structuration de ce maillage (plus ou moins serré selon l'intensité du pétrissage, ce qui conduit à différentes textures de mie), et l'incorporation d'oxygène. Le pétrissage peut être interrompu puis complété par des rabats (déformation de la pâte après un temps de repos).
Une période de fermentation de la pâte en masse vient ensuite pour permettre la création d'arômes issus de l'activité de levures et/ou de bactéries lactiques (selon l'agent levant utilisé), sur les sucres issus de la dégradation enzymatique de l'amidon et de poursuivre l'action du pétrissage sur les protéines (prise de force). Cette première phase de fermentation s'appelle « pointage » ou « piquage », et sa durée varie en fonction des propriétés de la farine, de la dose des autres ingrédients (notamment agents levants) et de la texture de pain recherchée. Le Pain de tradition française admet des temps de pointage de plusieurs heures (pratiquement inexistante sur des pains très blancs à mie très serrée, pétris intensivement).
La pâte « pointée » est divisée en morceaux de pâte de 300 à 400 g pour des baguettes. Ces pâtons sont ensuite mis en forme, c'est-à-dire qu'on leur applique une déformation par des plis ou par un boulage. La mise en forme permet d'organiser et de tendre le réseau protéique formé au pétrissage et au pointage en vue de la forme finale souhaitée et en fonction des caractéristiques physiques (extensibilité, élasticité, ténacité) du réseau : par exemple, pour réaliser une baguette avec une pâte molle, extensible, le boulanger (ou la machine qui le remplace) réalisera une mise en forme serrée, en boule ; si la pâte est ferme et élastique, la mise en forme sera légère, allongée. Une phase de repos des pâtons suit, plus ou moins longue, de 5 à 30 minutes, afin d'assouplir la pâte et permettre une seconde déformation sans déchirer le gluten. Cette étape s'appelle la « détente ».
Le façonnage est la mise en forme finale du pâton. Il se décompose, pour les baguettes (à la main comme à la machine), en une étape de laminage du pâton, un enroulement, ou plis, puis un allongement. La baguette ainsi formée est déposée sur des couches en tissu, chaque baguette est séparée de l'autre par un pli de la couche. Les baguettes peuvent être placées sur des moules en métal, dans des paniers allongés en osier doublés de tissu (bannetons) ou encore sur des filets (pour la cuisson en four ventilé). La seconde et dernière phase de fermentation, appelée l'« apprêt » ou la « pousse », démarre ici. Elle permet de poursuivre le dégagement de CO2 par les levures, tandis que la structure du pâton peut s'étendre et retenir ces gaz grâce à la qualité du travail précédent. Cette étape peut durer de 20 minutes à plusieurs heures, selon le diagramme utilisé : en règle générale, plus le pétrissage est intense et le pointage court, plus la pousse sera longue, et inversement.
Lorsque les baguettes ont atteint leur volume maximal (au-delà, le pâton s'affaissera), on pratique à sa surface des incisions légères inclinées à 45° avec une lame de rasoir. C'est la « scarification ». Les baguettes sont ensuite enfournées à la pelle ou au tapis enfourneur pour les fours à sole, ou en charriot pour les fours ventilés. Dès que les baguettes sont enfournées, on injecte dans le four de la vapeur d'eau, la buée permettant que la surface des pâtons ne sèche pas immédiatement, et donc que le volume des baguettes augmente sous l'action de l'expansion des gaz à la chaleur, et que les incisions s'ouvrent parfaitement pour créer la grigne (collerette bien détachée). Le temps de cuisson varie de 20 à 30 minutes, selon la masse des baguettes et le degré de cuisson voulu. Les baguettes sont défournées puis placées, sur des grilles pour laisser la vapeur d'eau s'échapper des pains sans en amollir la croûte ; c'est le « ressuage ». C'est la dernière étape de la fabrication d'une baguette, avant sa consommation ou son rassissement qui, de par la forme allongée de ce pain, est plus rapide que pour une boule.

## Consommation

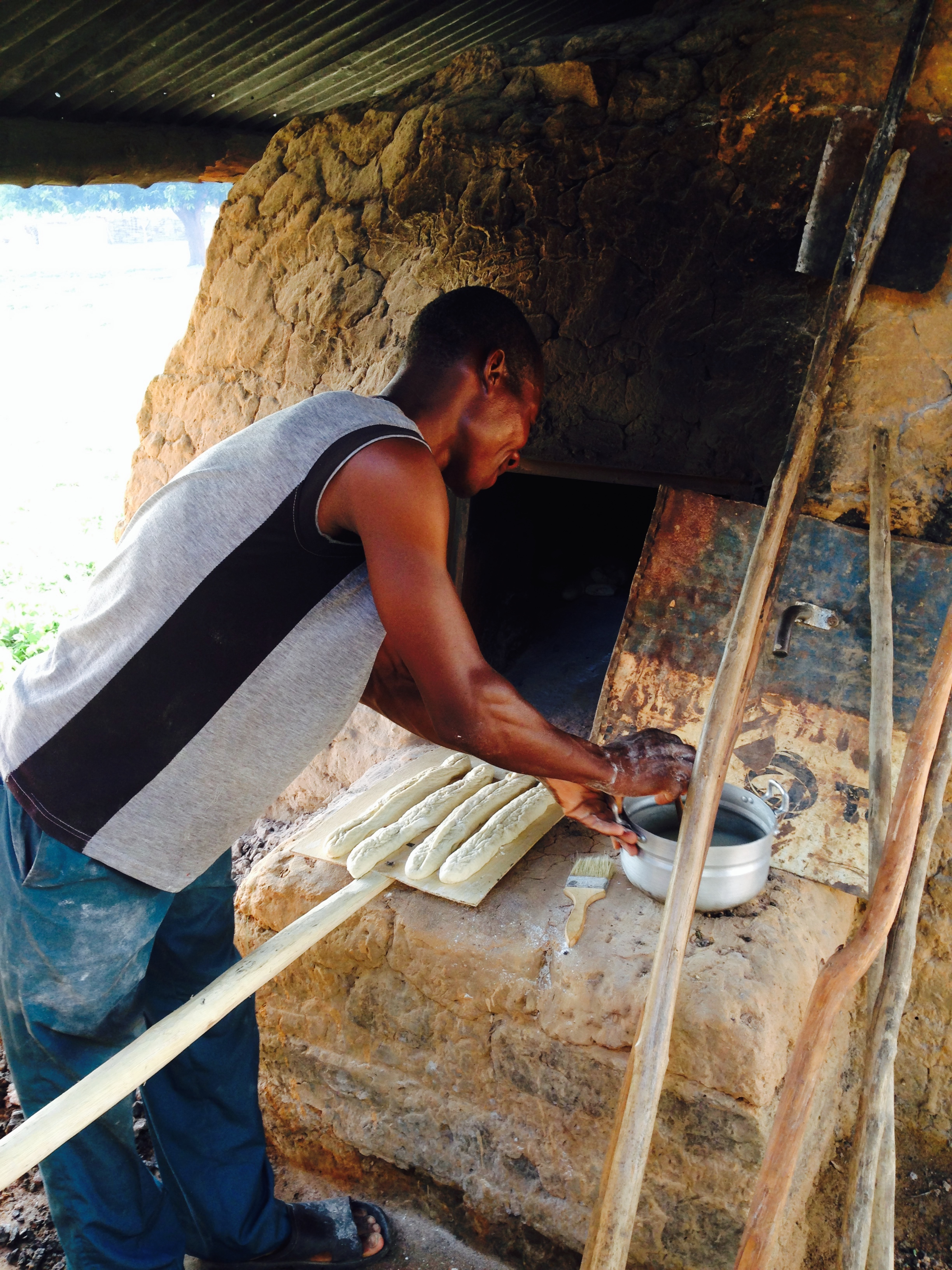
Fabrication de baguettes au Burkina Faso

La baguette est utilisée pour former des sandwichs de type « sous-marin ».
Elle sert également à former des tartines. En France, il n'est pas rare de tartiner au petit déjeuner un morceau de baguette de pain avec du beurre et de la confiture, voire de tremper la tartine ainsi préparée dans un bol de café ou de chocolat.
On peut également servir une baguette comme accompagnement, typiquement avec du pâté ou du fromage.

### Pays consommateurs
D'après des statistiques établies par la FAO en collaboration avec la Fédération mondiale des boulangers, les premiers consommateurs au monde sont les Algériens, avec une consommation estimée à 48 600 000 baguettes par jour. La valeur de ces données serait toutefois à relativiser, compte tenu de l'ampleur prise dans le pays par la fraude sur la masse du pain,.
En France, qui est le pays originaire de ce pain, il s'en consomme environ 30 millions par jour.
La baguette est aussi consommée, dans une moindre mesure, au Maroc et en Tunisie.
On trouve aussi en Allemagne, en Angleterre, an Australie, en Belgique, au Canada, aux États-Unis d'Amérique, en Iran, en Nouvelle-Zélande, aux Pays-Bas, etc.
On trouve son influence dans les anciens pays de l'Indochine française : au Cambodge, on la trouve sous forme de sandwich chaud garni appelée num pang (នំប៉័ង) ; au Laos, on savoure le khao jee pâté et au Vietnam, la baguette a évolué pour donner le bánh mì.